# 劉錦文
劉錦文（英語：Francis Liu Jin-wen，1872年8月15日—1951年4月3日；圣名；方濟），是天主教中國籍主教。曾任山西汾陽宗座代牧區宗座代牧及汾陽教區主教（1930-1948年）。

## 生平
劉錦文出生於1872年8月15日，在清朝山西省潞安。1903年6月18日，劉錦文29歲時晉鐸。
1930年7月23日，劉錦文在58歲時獲時任教宗庇護十一世任命為汾陽宗座代牧，領銜土耳其拉普塞基教區主教。同年10月12日，由宗座駐華代表剛恆毅總主教主禮，河北保定府宗座代牧滿德貽主教及河北宣化宗座代牧程有猷主教襄禮晉牧。
劉錦文任內先後襄禮晉牧在1933年俞廣仁為山西朔州宗座代牧和1940年李路加為太原府宗座代牧。1946年4月11日，聖座在中國設立聖統制，汾陽宗座代牧區升格為汾陽教區，屬於山西教省，劉錦文出任汾陽教區首任主教。
1948年1月15日劉錦文75歲時榮休，且獲任命為領銜以色列安提帕底教區主教，其後由雷震霞接替成為汾陽教區主教。1951年4月3日，劉錦文主教在中國山西省汾陽去世，享年78歲。